# Columna rostrata Octaviani

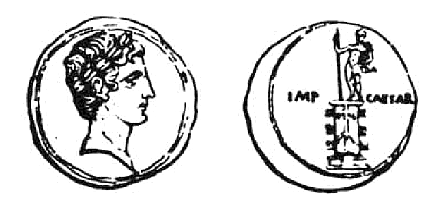
Denar Octavians mit der Darstellung der columna rostrata und seiner Statue, vor 31 v. Chr.

Die columna rostrata Octaviani (auch columna rostrata Augusti) war eine Ehrensäule auf dem Forum Romanum in Rom, mit der Octavian, der spätere Augustus, nach seinem im Jahr 36 v. Chr. errungenen Sieg über Sextus Pompeius geehrt wurde. Die Säule ist nicht erhalten.

## Historischer Hintergrund
Als nach dem Tod Caesars im Jahr 44 v. Chr. der Kampf um die Macht in Rom neu entbrannte, schlossen sich Octavian, Marcus Antonius und Marcus Aemilius Lepidus zu einem inoffiziellen Bündnis zusammen, das als Zweites Triumvirat in die Geschichte einging. Von der Volksversammlung bestätigt und mit diktatorischen Vollmachten zur Ordnung des Staates ausgestattet, war das Ziel dieses Dreimännerbundes, das politische Erbe Caesars zu sichern und seinen Mord zu rächen.
Einer der Gegner war Sextus Pompeius, Sohn von Gnaeus Pompeius Magnus und Führer der sogenannten pompeianischen Partei. Ihm war es gelungen, mit einer beachtlichen Flotte weite Teile des westlichen Mittelmeeres zu beherrschen und ab 42 v. Chr. insbesondere Sizilien zu kontrollieren. Von diesem Stützpunkt aus war es ihm möglich, die Getreidezufuhr Roms zu blockieren, was ab dem Jahr 40 v. Chr. zu Hungersnöten nicht nur in der Hauptstadt des Römischen Reiches, sondern auch in Teilen Italiens führte. Nach mehreren gescheiterten Verhandlungen, Verträgen und Seeschlachten gelang es Marcus Vipsanius Agrippa, Freund und General Octavians, Sextus Pompeius in der Seeschlacht von Naulochoi 36 v. Chr. zu schlagen.

## Säule
Appian berichtet in seiner Darstellung der römischen Bürgerkriege von den Ehrungen, die Octavian anlässlich des Sieges von Naulochoi annahm. Hierzu zählte neben einer Ovatio und einem jährlich zu begehenden Siegesfest die Aufstellung einer vergoldeten Statue. Die Statue aber sollte ihn zum einen in der Kleidung darstellen, in der er bei seiner Rückkehr in die Stadt einzog, zum anderen auf einer mit den Schiffsschnäbeln (lateinisch rostra) der besiegten Schiffe geschmückten Säule auf dem Forum Romanum aufgestellt werden. Die Inschrift der Säule lautete: „Den für lange Zeit gestörten Frieden stellte er zu Land und zur See wieder her“.
Mit der columna rostrata akzeptierte der spätere Augustus eine Form der Ehrung, die erstmals 260 v. Chr. Gaius Duilius für seinen Sieg über die Flotte Karthagos bei Mylae gewährt wurde. Auch diese Säule stand auf dem Forum und wurde vermutlich unter Augustus umfassend restauriert. War diese jedoch für den Sieg über externe Feinde gewährt worden, so feierte Octavians Säule den Sieg über Römer.
Münzprägungen vermutlich aus den Jahren vor 31 v. Chr. stellten auf ihrem Revers Säule und Statue dar. Die Emissionen tragen die einzige bekannte Darstellung einer columna rostrata und dienten der Rekonstruktion der columna Duilia als Vorbild. Zu erkennen sind die seitlich angebrachten rostra und die in der Mitte befestigten Anker. Vor allem verdeutlichen sie, dass sich Octavian ganz im Stil eines hellenistischen Herrschers abbilden ließ: statt einer Toga, die er als römischer Bürger zu tragen hätte, war er in idealer Nacktheit nur mit einem Mäntelchen, einer Art Chlamys, bekleidet. Da Säule und Statue auf den Prägungen etwa die gleiche Höhe aufweisen, wurde der Säulenschaft mit den Schiffsschnäbeln vermutlich verkleinert wiedergegeben.

## Columna rostrataund Viersäulenmonument
In seinem Kommentar zur Georgica Vergils erläutert Maurus Servius Honoratus zu Buch 3, Vers 29 die Wendung „Und aus Schiffserz sich erhebende Säulen“ (ac navali surgentes aere columnas). Dies seien vier Säulen gewesen, die Augustus aus der Schmelze erbeuteter Schiffsschnäbel nach seinem Sieg über ganz Ägypten habe errichten lassen. Unter Domitian wurden sie auf das Kapitol versetzt, wo man sie noch zu Zeiten des Servius, das heißt am Ende des 4. Jahrhunderts sehen konnte. Servius fährt mit der Beschreibung zweier columnae rostratae des Duilius fort. Der Kommentar des Servius mit seiner Kontextualisierung der Monumente für Augustus und Duilius führte zur viel diskutierten Frage, ob es sich bei diesen vier Säulen des Augustus ebenfalls um columnae rostratae gehandelt habe. Mit Nachdruck wird diese Annahme von Domenico Palombi vertreten, der in dem Viersäulenmonument eine Erweiterung der Ehrung für Naulochoi um drei Säulen erkennen möchte. Er verbindet die Aufstellung dieser drei zusätzlichen Säulen mit einem Fundament aus opus caementicium. Dieses 11,70 × 6,20 Meter große Fundament besitzt drei rechteckige Travertinbasen mit rechteckigen Einlasslöchern und befindet sich direkt südlich des Standortes, der für das kolossale Reiterstandbild Domitians angenommen wird. Dieser Deutung wurde teils zugestimmt, teils dadurch widersprochen, dass in den Einlasslöchern die mehrfach überlieferten, in ihrer Funktion und Lage allerdings unbestimmten Doliola lokalisiert wurden. Bereits Paul Zanker hatte die Säulen, die er ebenfalls als rostratae auffasst, auf dem östlichen Forumsplatz unweit der Basilica Iulia lokalisiert. Generell gegen die Interpretation der vier von Servius genannten Säulen als columnae rostratae wendet sich Markus Sehlmeyer. Er weist darauf hin, dass Servius selbst nicht von columnae rostratae schrieb, diese Nennung vielmehr nur Teil des Servius auctus ist. Diese im Jahr 1600 von Pierre Daniel (1531–1604) besorgte Ausgabe enthielt auch Kommentare des von Servius stark kritisierten Aelius Donatus. Zudem habe Servius in seiner Beschreibung mit der Erwähnung der columnae rostratae des Duilius diese bewusst den Säulen des Augustus als Gegensatz gegenübergestellt.